# تهافت الفلاسفة
تهافت الفلاسفة هو كتاب الإمام الغزالي. اعتبر البعض هذا الكتاب ضربة لما وصفه البعض باستكبار الفلاسفة وادعائهم التوصل إلى الحقيقة في المسائل الغيبية بعقولهم، أعلن الغزالي في كتابه تهافت الفلاسفة فشل الفلسفة في إيجاد جواب لطبيعة الخالق وصرح أنه يجب أن تبقى مواضيع اهتمامات الفلسفة في المسائل القابلة للقياس والملاحظة مثل الطب والرياضيات والفلك واعتبر الغزالي محاولة الفلاسفة في إدراك شيء غير قابل للإدراك بحواس الإنسان منافيا لمفهوم الفلسفة أساسا.
لخص الغزالي في كتاب تهافت الفلاسفة فكرة هي أنه من المستحيل تطبيق قوانين الجزء المرئي من الإنسان لفهم طبيعة الجزء المعنوي، وعليه فإن الوسيلة المثلى لفهم الجانب الروحي يجب أن تتم بوسائل غير فيزيائية.
كان الغزالي أول الفلاسفة المسلمين الذين أقاموا صلحا بين المنطق والعلوم الإسلامية حين بيّن أن أساسيات المنطق اليوناني يمكن أن تكون محايدة ومفصولة عن التصورات الميتافيزيقية اليونانية. توسع الغزالي في هذا الكتاب في شرح المنطق واستخدمه في علم أصول الفقه، لكنه شن هجوما عنيفا على الرؤى الفلسفية للفلاسفة المسلمين المشائين الذين تبنوا الفلسفة اليونانية. اعتبر الغزالي محاولة الفلاسفة في إدراك شيء غير قابل للإدراك بحواس الإنسان منافيا لمفهوم الفلسفة من الأساس. وقد رد عليه لاحقا ابن رشد في كتابه تهافت التهافت.
وبقول الغزالي في بداية الكتاب:
| تهافت الفلاسفة | ابتدأت لتحرير هذا الكتاب، ردًا على الفلاسفة القدماء، مبينًا تهافت عقيدتهم، وتناقض كلمتهم، فيما يتعلق بالإلهيات، وكاشفًا عن غوائل مذهبهم، وعوراته التي هي على التحقيق مضاحك العقلاء، وعبرة عند الأذكياء. أعني: ما اختصوا به عن الجماهير والدهماء، من فنون العقائد والآراء | تهافت الفلاسفة |

كما و يُوضّح في المقدمة الثالثة للكتاب أنه يتوجه به بشكل خاص إلى من أُبهِر بالفلاسفة حتى ظنّ أن أفكارهم واستنباطاتهم نقية من التناقض، فيُظهر تناقض مسالكهم وأدلتهم على معتقداتهم ويهدمها، وهو بذلك لا يدّعي تصحيح فلسفاتهم أو بناء فلسفة بديلة.
| تهافت الفلاسفة | أنا لا أدخل في الاعتراض عليهم إلا دخول مُطالِبٍ مُنكِر، لا دخول مُدّعٍ مُثبِت | تهافت الفلاسفة |

## الفهرس
تم تنظيم الكتاب في عشرين مسألة حيث يحاول الغزالي الرد على ابن سينا والفارابي والتهم التي وجهها ضد الفلاسفة موضحة كما يلي:
- المسألة الأولى: إبطال مذهبهم في أزلية العالم.
- المسألة الثانية: إبطال مذهبهم في أبدية العالم.
- المسألة الثالثة: بيان تلبسهم في قولهم: أن الله صانع العالم، وأن العالم صنعه.
- المسألة الرابعة: في تعجيزهم عن إثبات الصانع.
- المسألة الخامسة: في تعجيزهم عن إقامة الدليل على استحالة الهين.
- المسألة السادسة: في نفي الصفات.
- المسألة السابعة: في قولهم: إن ذات الأول لا ينقسم بالجنس والفصل.
- المسألة الثامنة: في قولهم: إن الأول موجود بسيط بلا ماهية.
- المسألة التاسعة: في تعجيزهم، عن بيان إثبات أن الأول ليس بجسم.
- المسألة العاشرة: في تعجيزهم، عن إقامة الدليل على أن للعالم صانعاً، وعلة.
- المسألة الحادية عشرة: في تعجيزهم عن القول: بأن الأول يعلم غيره.
- المسألة الثانية عشرة: في تعجيزهم عن القول: بأن الأول يعلم ذاته.
- المسألة الثالثة عشرة: في إبطال قولهم: أن الأول لا يعلم الجزئيات.
- المسألة الرابعة عشرة: في إبطال قولهم: أن السماء حيوان متحرك بالإرادة.
- المسألة الخامسة عشرة: فيما ذكروه من العرض المحرك للسماء.
- المسألة السادسة عشرة: في قولهم: أن نفوس السماوات، تعلم جميع الجزئيات الحادثة في هذا العالم.
- المسألة السابعة عشرة: في قولهم: باستحالة خرق العادات.
- المسألة الثامنة عشرة: في تعجيزهم عن إقامة البرهان العقلي، على أن النفس الإنساني جوهر روحاني.
- المسألة التاسعة عشرة: في قولهم: باستحالة الفناء على النفوس البشرية.
- المسألة العشرون: في إبطال إنكارهم البعث، وحشر الأجساد، مع التلذذ والتألم بالجنة والنار، بالآلام واللذات الجسمانية.

وهي تعود في أصولها إلى ثلاثٍ رئيسيةٍ وهي المقولات: قدم العالم، وعلم الله بالكليات لا بالجزئيات، والبعث للأرواح فقط خلا الأجساد، والسبع عشرة الأخرى يمكن تفريعها عنها واشتقاقها منها.

## وصلات خارجية
- كتاب تهافت الفلاسفة علي موقع المكتبة الرقمية العالمية
- كتاب تهافت الفلاسفة علي موقع أرشيف الإنترنت